# Rueben Mayes
Rueben Mayes (North Battleford, 6 giugno 1963) è un ex giocatore di football americano canadese che ha giocato nel ruolo di running back nella National Football League (NFL). Fu scelto nel corso del terzo giro (57º assoluto) del Draft NFL 1986 dai New Orleans Saints. Al college ha giocato a football alla Washington State University venendo premiato come All-American.
Sua sorella minore, Lesa Mayes-Stringer, è un'ex bobbista di livello mondiale.

## Carriera
Mayes fu scelto nel corso del terzo giro del Draft 1986 dai New Orleans Saints. Nella sua prima stagione corse 1.353 yard e segnò sette touchdown, venendo premiato come rookie offensivo dell'anno e convocato per il suo primo Pro Bowl, selezione avvenuta anche nell'anno successivo. Le successive tre stagioni ai Saints furono tormentate dagli infortuni. Nel 1992 fu scambiato coi Seattle Seahawks dove passò le ultime due annate della carriera professionistica.
Rueben è solamente uno dei tre giocatori provenienti dalla regione canadese dello Saskatchewan ad aver militato nella NFL (gli altri sono Jon Ryan e Arnie Weinmeister).

## Palmarès
- Convocazioni al Pro Bowl: 2

1986, 1987
- All-Pro: 2

1986, 1987
- Rookie offensivo dell'anno - 1986
- PFWA All-Rookie Team - 1986
- College Football Hall of Fame

## Statistiche
| Yard su corsa      | 3.484 |
| Touchdown su corsa | 23    |